# Nejvyšší poštmistr
Nejvyšší poštmistr (německy Oberst-Postmeister nebo Obersthofpostmeister) byl dvorský úřad, který měl ve své gesci provozování poštovní sítě. K tomu byli potřeba koně a jízdní poslové, později kočí, kočáry a přeprahací stanice. Původně doručovali státní korespondenci, později i soukromou a zajišťovali přepravu osob.

## Svatá říše římská a její nástupci na území dnešního Německa
Od roku 1545 řídili poštu ve Svaté říši římské a Španělském Nizozemí Taxisové. Tento rod se zabýval poštovními službami už v druhé polovině 15. století v Tyrolsku. V roce 1595 získali úřad generálního poštmistra Svaté říše římské. V roce 1615 jim císař Matyáš tento úřad udělil dědičně. 
Paarové, kteří ovládali poštovní spojení v rakouských dědičných zemích, Českém a Uherském království, usilovali od 30. let 17. století o provozování pošty i ve zbytku Říše. Došlo ke soudnímu sporu s Thurn-Taxisy u říšského dvorského soudu. Nakonec císař rozhodl, že Paarové budou vyřizovat poštu týkající se císařského dvora a dvořanů ze starých šlechtický rodů, zatímco Thurn-Taxisové budou vyřizovat korespondenci ostatních, tedy především měšťanů a obchodníků. Spor se však táhl i nadále přibližně jedno století. Zvítězili Thurn-Taxisové, když císař Karel VII. udělil v roce 1744 Alexandrovi Ferdinandovi z Thurn-Taxisu úřad generálního poštmistra jako dědičné říšské léno. Úřad drželi až do zániku Svaté říše římské, poté byli finančně odškodněni.
- (1490	Janetto, František a Jan Baptista z Taxisu ve službách Maxmiliána I.)
- (1501–1517 František I. z Taxisu (kolem 1459 Camerata Cornello, Itálie – mezi 30. 11. a 20. 12. 1517 Brusel), nizozemský generální poštmistr, povýšen do šlechtického stavu 1512)
- 1517–1541	Jan Baptista z Taxisu (kolem 1470 Camerata Cornello u Bergama – 16. 10. 1541 Řezno), synovec předchozího
- 1541–1543	František II. z Taxisu (kolem 1514 Mechelen – mezi 22. a 31. 12. 1543 Brusel), syn předchozího
- 1544–1612	Leonhard I. z Taxisu (kolem 1522 – 5. 5. 1612 Brusel), bratr předchozího, od roku 1608 říšský svobodný pán
- 1612–1624	svobodný pán, od roku 1624 říšský hrabě Lamoral z Taxisu (1557 – 7. 7. 1624 Brusel), syn předchozího
- 1624–1628	hrabě Leonhard II. z Taxisu (5. 7. 1594 Brusel – 23. 5 1628 Praha), syn předchozího
- 1628–1646	hraběnka Alexandrina z Taxisu, rozená de Rye (pokřtěna 1. 8. 1589 Brusel – 26. 12. 1666), v zastoupení nezletilého syna
- 1646–1676	hrabě Lamoral Klaudius František z Thurn-Taxisu (pokřtěn 14. 2. 1621 Brusel – 13. 9. 1676 Antverpy), syn Leonharda II., v roce 1650 došlo ke sloučení jmen Thurn a Taxis
- 1676–1714	hrabě, od roku 1695 říšský kníže Evžen Alexander z Thurn-Taxisu († 21. 2. 1714 Frankfurt nad Mohanem), syn předchozího
- 1714–1739	kníže Anselm František z Thurn-Taxisu (pokřtěn 30. 1. 1681 Brusel – 8. 11. 1739 Brusel), syn předchozího
- 1739–1773	kníže Alexander Ferdinand z Thurn-Taxisu (21. 3. 1704 Frankfurt nad Mohanem – 17. 3. 1773 Řezno), syn předchozího
- 1773–1805	kníže Karel Anselm z Thurn-Taxisu (18. 7. 1792 Praha – 25. 8. 1844 Teplice), syn předchozího
- 1806 konec generálního poštmistrovství za Napoleona

### Bavorsko
Od roku 1808 byli nositeli bavorského královského vrchního poštmistra Thurn-Taxisové.

## České království
Pravidelné poštovní spojení mezi Prahou a Vídní bylo zavedeno pro státní účely za Ferdinanda I. v roce 1527, za Maxmiliána II. bylo rozšířeno i pro soukromé potřebu a přepravu osob. Poštmistr českého království byl podřízený nejvyššímu dvorskému poštmistru ve Vídni.
V roce 1622 koupil Jan Kryštof (Johann Christoph) Paar od Johanna Jacoba von Magni za 15 tisíc zlatých a šest kočárových koní úřad nejvyššího dvorského poštmistra a následně ve střední Evropě vybudoval síť poštovních stanic. V Českém království drželi Paarové dědičný úřad od 10. dubna 1628. V letech 1624–1630 získali dědičný monopol na provozování pošty i v ostatních zemích Habsburské monarchie (Uhry v roce 1624, Vnitřní Rakousko 1629, Dolní Rakousko 1629, Slezsko 1630). Od roku 1630 zněl titul Jana Kryštofa Paara jako pro hlavu rodu nejvyšší říšský dvorský a generální dědičných zemí poštmistr. Ostatní členové měli ve své titulatuře pouze dědičný poštmistr.
Dvorské poštmistrovství si Paarové ponechali do roku 1720, v roce 1722 byla poštovní síť zestátněna a jim zůstal pouze čestný titul nejvyšší dvorský a generální dědičný poštmistr (Oberst-Hof- und General-Erbland-Postmeister). Jako odškodnění jim měla být navždy vyplácena roční penze 80 tisíc zlatých.
Odznakem úřadu byla poštovní trubka se zemským znakem. V době korunovace Ferdinanda V. podle dvorského ceremoniálu přivážel krále do Prahy nejvyšší dvorský a dědičný nejvyšší poštmistr Českého království jako nejcennější zásilku.
- 1624–1636 Jan Kryštof Paar († 1636)
- 1636–? Karel František Paar († 1661/1673/1678), říšský hrabě 1636, český hrabě 14. 2. 1654
- –1725 Karel Josef Paar (20. 5. 1654 – 12. 5. 1725 Vídeň)
- 1725–1741 Jan Leopold Paar (4. 7. 1693 – 25. 6. 1741)
- 1741–1792 Jan Václa Paar (7. 8. 1719 – 4. 7. 1792), 1. kníže (1769, říšský knížecí stav)
- 1792–1812 Václav Paar (27. 1. 1744 – 22. 11. 1812), 2. kníže
- 1812–1819 Jan Karel Paar ( 15. 6. 1772 Vídeň – 30. 12. 1819 Vídeň), 3. kníže
- 1819–1881 Karel Paar (6. 1. 1806 Brzeg – 17. 1. 1881 Bechyně nebo Vídeň), 4. kníže, úřad zastával v době korunovace Ferdinanda V. Dobrotivého v roce 1836[11]
- 1881–1917 Karel Jan Václav Paar (7. 7. 1834 Bechyně – 21. 4. 1917 Vídeň), 5. kníže
- 1917–1918/1979 Alfons Paar (15. 12. 1903 Vídeň – 20. 4. 1979 Hartberg)

## Rakouské země

### Štýrsko
V letech 1629–1837 zastávali úřad poštmistra svobodní páni a později hrabata z Paaru.
- Jan Křtitel Paar († po  1604), dědičný nejvyšší poštmistr ve Štýrsku, predikat z Hardtbergu (7. 1. 1604)

## Mantova
Od roku 1735 zastával dědičný úřad nejvyššího poštmistra v Mantově (Oberst-Erb-Postmeister in Mantua) rod hrabat ze Seilernu.
- 1735–1751 Jan Bedřich II. ze Seilern-Aspangu[13] (1676–1751)
- 1751–1801 Kristian August Seilern[14] (22. dubna 1717 – 15. listopadu 1801 Vídeň)